# منتخب اليابان لهوكي الدحرجة
منتخب اليابان لهوكي الدحرجة هو ممثل اليابان الرسمي في المنافسات الدولية في هوكي الدحرجة
.